# Tambureens
The Tambureens var ett Växjöbaserat rockband med influenser från det musikaliska 1960-talet. De verkade åren 1994–1999, och gav ut ett antal skivor på skivbolaget Vinterbadarna. Samtliga av medlemmarna i bandet blev senare mer framgångsrika tillsammans med andra bandkonstellationer.

## Medlemmar
- Jon Axelsson – keyboard, gitarr, bakgrundssång (1994–1999)
- Kristofer Östergren – basgitarr, sång (1994–1998)
- Rickard "Kaka" Karlsson – gitarr, bakgrundssång (1994–1999)
- Markus Franke – trummor (1994–1996)
- Sylvester Schlegel – trummor, bakgrundssång (1996–1999)
- Erik Stenemo – basgitarr (1998–1999)

## Diskografi
Studioalbum
- 1995 – Tambourine Girl (mini-album)
- 1998 – Love Affairs

Singel
- 1998 – "Pretty Thing" / "Hey Hey Hey" / "Anna" (maxi-singel)